# Baños de la Encina
Baños de la Encina és un municipi de la província de Jaén, situat en la comarca de Sierra Morena. Segons dades de l'INE, el 2006 tenia 2.715 habitants. El Castell de Burgalimar, datat del segle X, està localitzat al sud de la localitat.